# Gastrotheca argenteovirens
Gastrotheca argenteovirens é uma espécie de anfíbio da família Hemiphractidae.
É endémica da Colômbia.
Os seus habitats naturais são: regiões subtropicais ou tropicais húmidas de alta altitude, campos de altitude subtropicais ou tropicais, rios, pastagens, jardins rurais e florestas secundárias altamente degradadas.